# سولماز عباسی
سولماز عبّاسی آزاد (متولد ۲۹ دی ۱۳۶۲) قایقران روئینگ و مربّی تیم ملّی ایران بود.

## بازیهای آسیایی
او یکی از اعضای تیم چهار نفره روئینگ زنان ایران بود که توانست مدال برنز بازی‌های آسیایی گوانگ‌ژو را نصیب خود کند. تیمی متشکل از حمیرا برزگر، سولماز عباسی، مریم سعیدی و نسیم بن یعقوب ثانی.
عباسی در بازی‌های آسیایی ۲۰۱۴ به میزبانی کره جنوبی، اینچئون به همراه مهسا جاور، حمیرا برزگر و نازنین ملائی در ماده چهار نفره جفت پاروی سبک‌وزن بانوان، به جایگاه سوم و نشان برنز بازی‌ها دست یافت. وی همچنین در بخش انفرادی زنان نیز مدال برنز این مسابقات را به دست آورده است.

## حضور در المپیک
در مسابقات گزینشی المپیک که به میزبانی کره جنوبی برگزار شد، در فینال ماده A تک نفره سنگین وزن زنان پس از کیبارای ژاپنی و کیم از کره جنوبی در رده سوم ایستاد و سهمیه المپیک ۲۰۱۲ لندن را کسب کرد. 
سولماز عباسی و آرزو حکیمی تا روزهای آخر نمی‌دانستند آیا فدراسیون قایقرانی ایران به دلیل تعلیق، اجازه شرکت در المپیک ۲۰۱۲ را خواهد داشت یا خیر. سولماز در روئینگ در گروه مقدماتی در رده آخر قرار گرفت.‌‌‌ توانست در گروه بازنده‌ها از بین چهار نفر دوم شود و به یک چهارم نهایی المپیک لندن برسد وی در پایان به رتبه ۲۴م در بین ۲۸ شرکت کننده رسید.
ایشان اوّلین و تنها شخص خرمدره(و نیز استان زنجان) است که توانسته در مسابقات اُلمپیک(معتبرترین مسابقات ورزشی)حضور یابد.